# Maianthemum nanchuanense
Maianthemum nanchuanense är en sparrisväxtart som beskrevs av Hen Li och J.L.Huang. Maianthemum nanchuanense ingår i släktet ekorrbärssläktet, och familjen sparrisväxter. Inga underarter finns listade i Catalogue of Life.